# CBBC
CBBC는 영국 BBC의 어린이 텔레비전 담당 부서의 브랜드명으로 CBBC 채널과 CBeebies의 두 채널을 운영하고, 어린이 프로그램을 제작하고 있다.
현재 그레이터맨체스터주 솔퍼드 외곽에 있는 미디어시티UK(MediaCityUK)에서 제작,방송하고 있다.
BBC의 어린이 프로그램 제작은 오래전부터 있어왔으며 1960년 1월 1일에 Children's Television이란 브랜드명을 사용하였다. 이후 1985년 9월 9일에 BBC One을 통한 블록 편성을 시작하면서 Children's BBC로 바뀌었고, 1997년 10월 4일에 현재의 CBBC가 되었다.